# دييغو أغوادو
دييغو أغوادو فاسيو (بالإسبانية: Diego Aguado Facio؛ مواليد 7 فبراير 2007) هو لاعب كرة قدم إسباني يلعب كمدافع لصالح نادي ريال مدريد.

## النشأة
وُلِد أغوادو في 7 فبراير 2007 في مدريد ، إسبانيا. عندما كبر، كان يطمح إلى أن يصبح رجل إطفاء عندما يكبر.

## المسيرة
انضم أجوادو كلاعب شاب إلى أكاديمية الشباب التابعة لنادي ريال مدريد في الدوري الإسباني. في عام 2024، تمت ترقيته إلى الفريق الأول للنادي وفريقهم الاحتياطي. في 6 يناير 2025، ظهر لأول مرة كلاعب محترف مع فريق ريال مدريد الأول في فوز 5–0 على مينيرا في كأس ملك إسبانيا.

## أسلوب اللعب
يلعب أجوادو في مركز المدافع ، وتحديدًا في مركز قلب الدفاع أو الظهير الأيسر. يُعرف بسرعته وقدرته على التمرير، وهو أعسر.

## وصلات خارجية
لا توجد روابط لمواقع التواصل الاجتماعي.

- دييغو أغوادو على موقع الاتحاد الأوربي (الإنجليزية)
- دييغو أغوادو على موقع Soccerway.com (الإنجليزية)
- دييغو أغوادو على موقع عالم كرة القدم.نت (الإنجليزية)
- دييغو أغوادو  على سكروي